# Cough/Cool
Cough/Cool – pierwszy singel zespołu The Misfits wydany w sierpniu 1977 roku przez wytwórnię Blank Records.

## Lista utworów
1. "Cough/Cool"
2. "She"

## Skład
- Glenn Danzig – wokal, gitara
- Jerry Caiafa – bas, wokal
- Manny Martinez – perkusja